# Paso (semaine sainte)
Pour les articles homonymes, voir Paso.

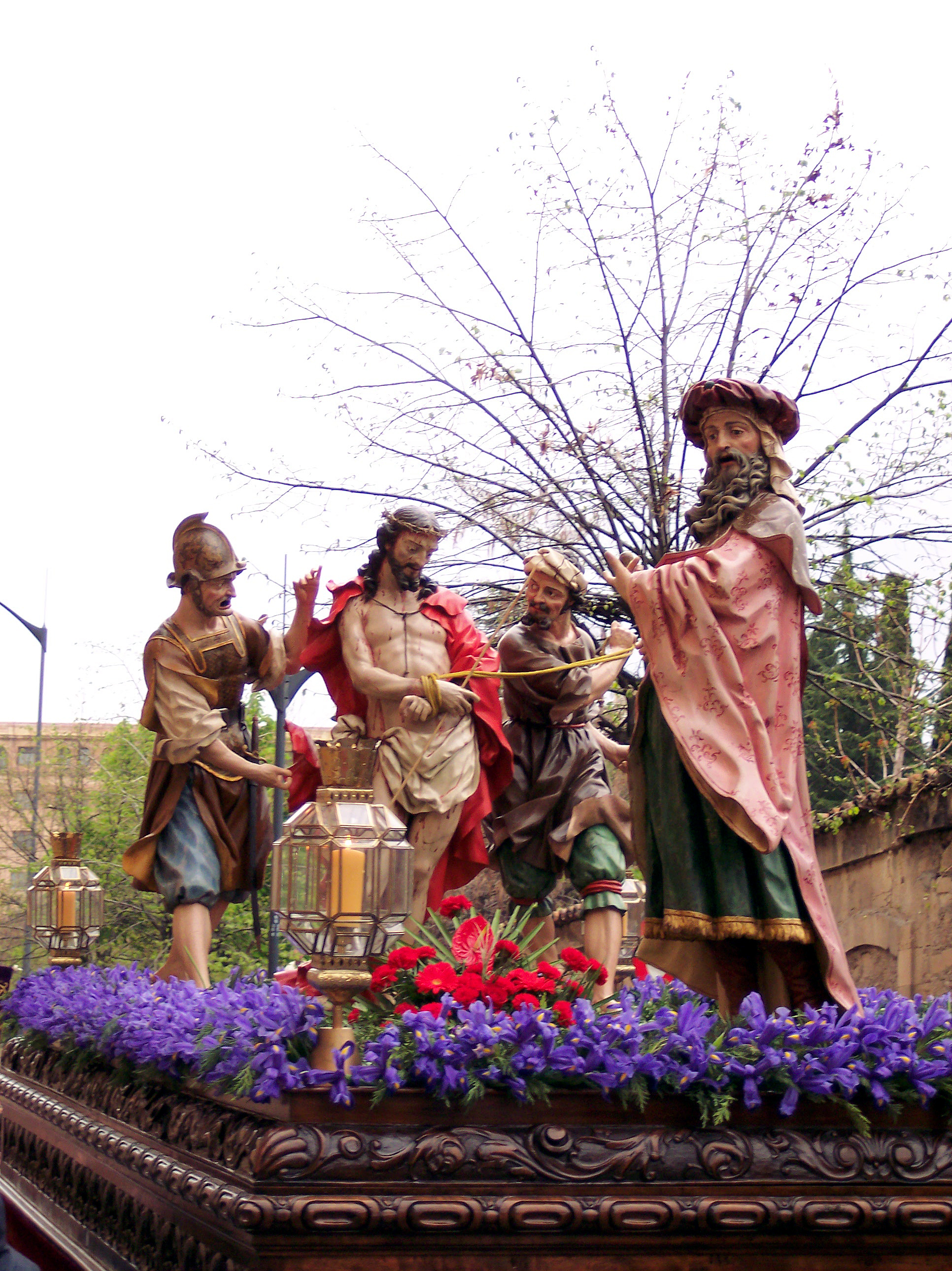
Paso de "La Caña" de la Cofradía de la Vera Cruz, Semaine Sainte de Salamanque.

Les pasos (du latin passus, scène, mais aussi souffrance) sont les statues qui défilent en Espagne durant la Semaine sainte, transportées mécaniquement ou portées par des hommes. Ils reçoivent des noms différents en chaque lieu, selon la tradition.

## Rôle
On  les a appelés pasos, parce que lors de la Semaine Sainte, on a cherché à illustrer par des moyens visuels, des passages de la Bible, pour que le peuple, en sa grande majorité analphabète et qui ne pouvait avoir accès au livre sacré, puisse les connaître. Généralement les pasos sont associés aux cérémonies de la Semaine Sainte mais leur thématique peut être différente et ils portent alors le nom de Gloria.

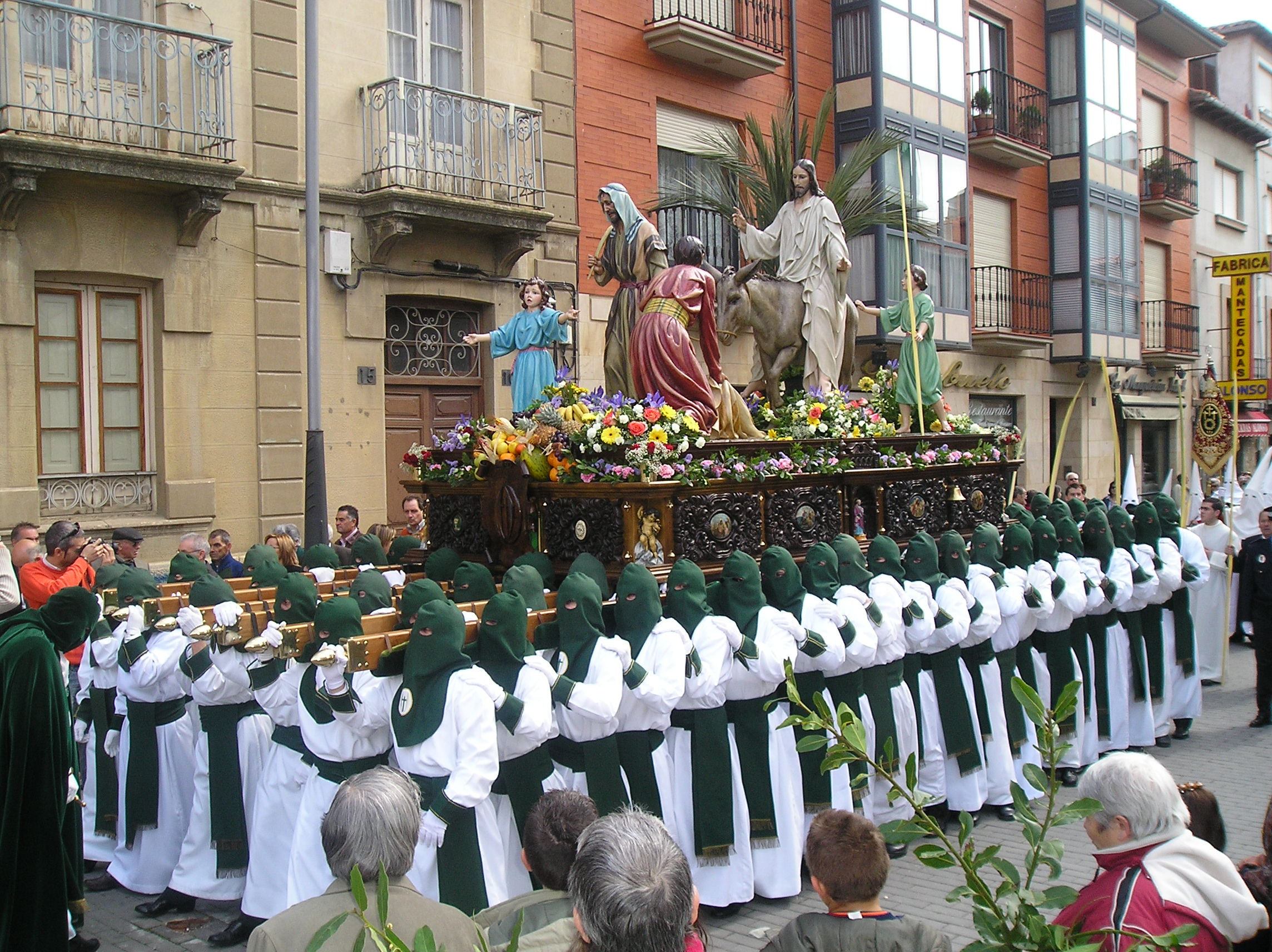
Dimanche des Rameaux à Astorga..
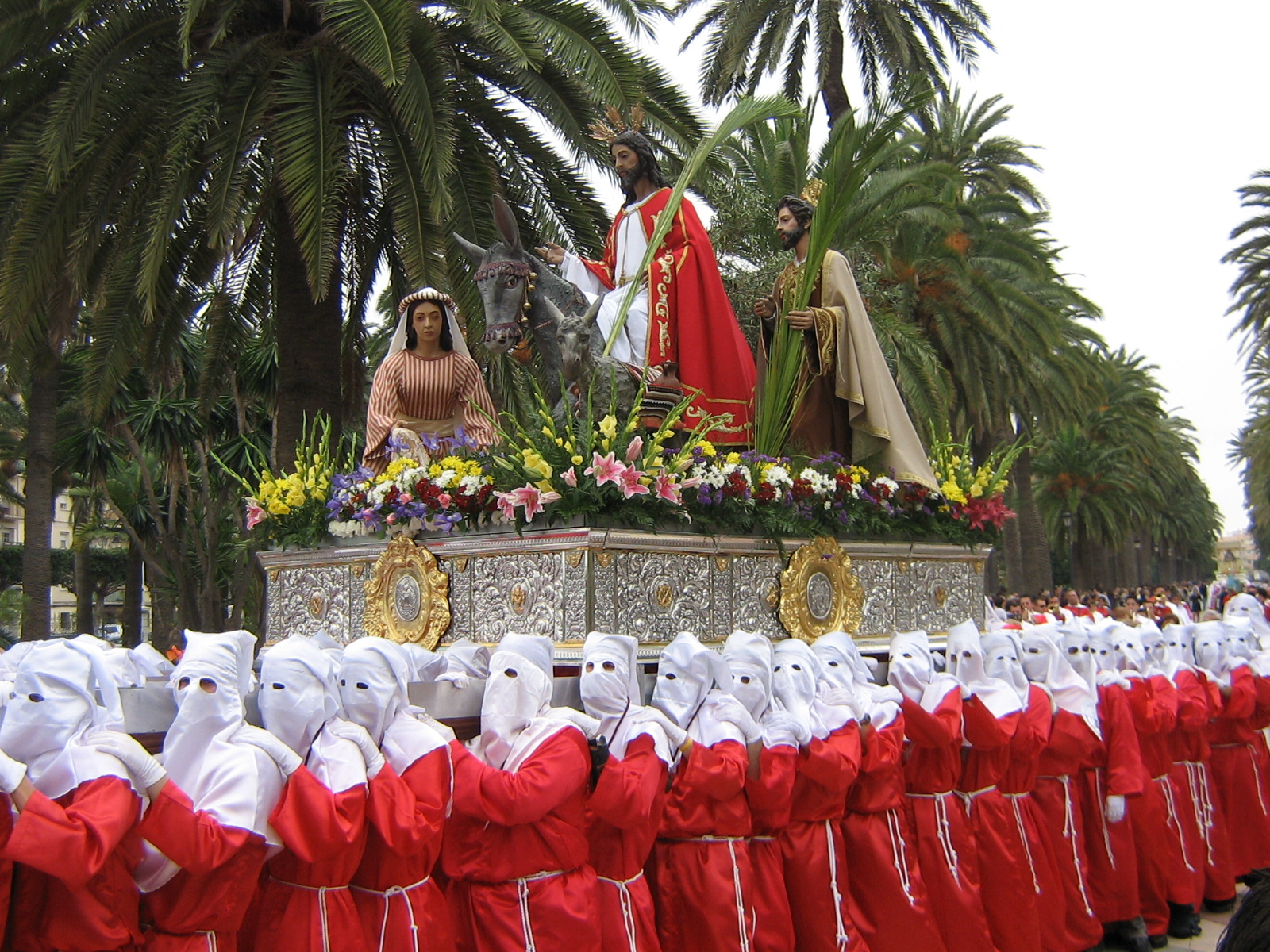
Nuestro Padre Jesús a su entrada en Jerusalén. Melilla.
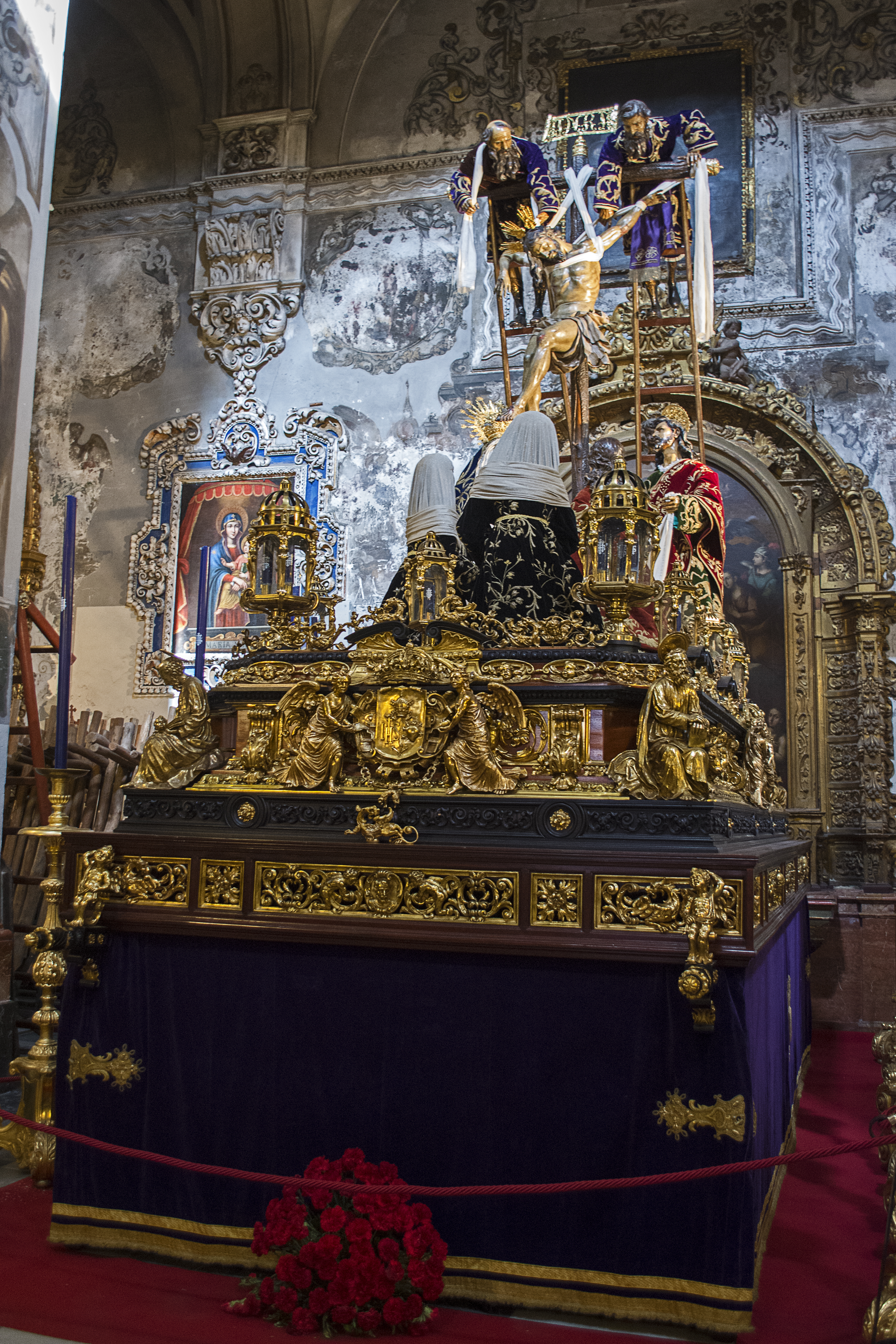
Paso de la Confrérie de la Cinquième Douleur (Séville).
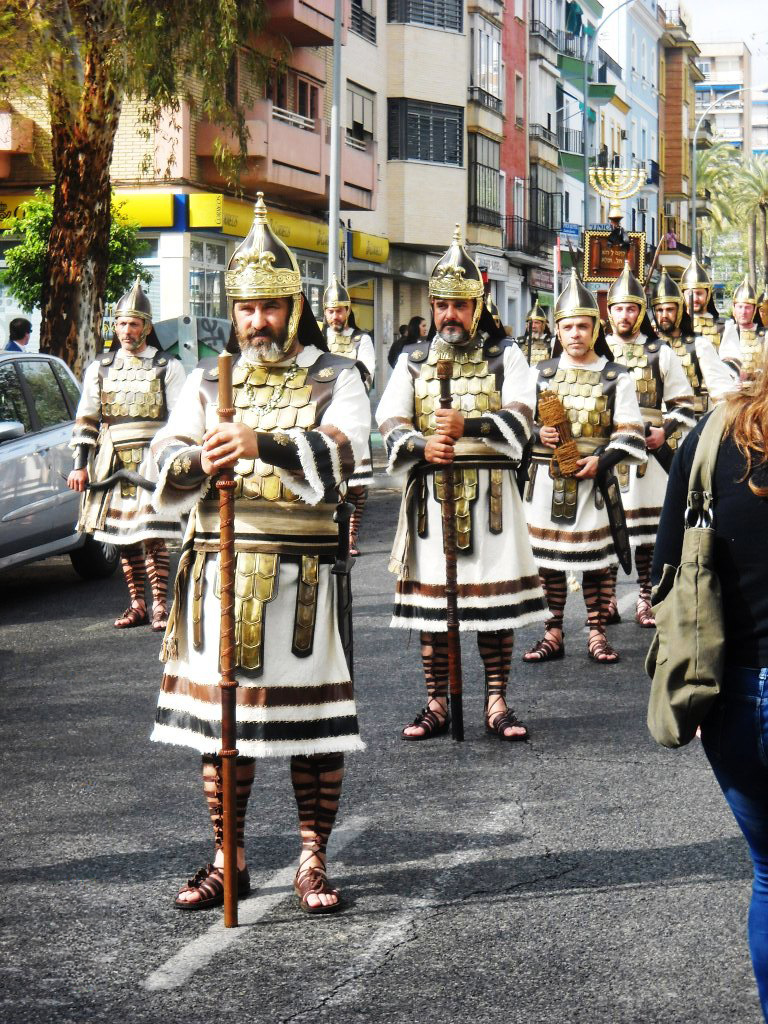
Garde juive escortant le paso de la Fraternité de la Miraculeuse (Séville).

## Typologie
- Suivant le nombre de statues qui le composent, ils se divisent en :
  - Groupe sculpté (scène ou mystère qui rassemble plusieurs statues).
  - Statue unique (statue de Jésus de Nazareth ou du Christ crucifié, de la Vierge Marie ou d'un Saint).

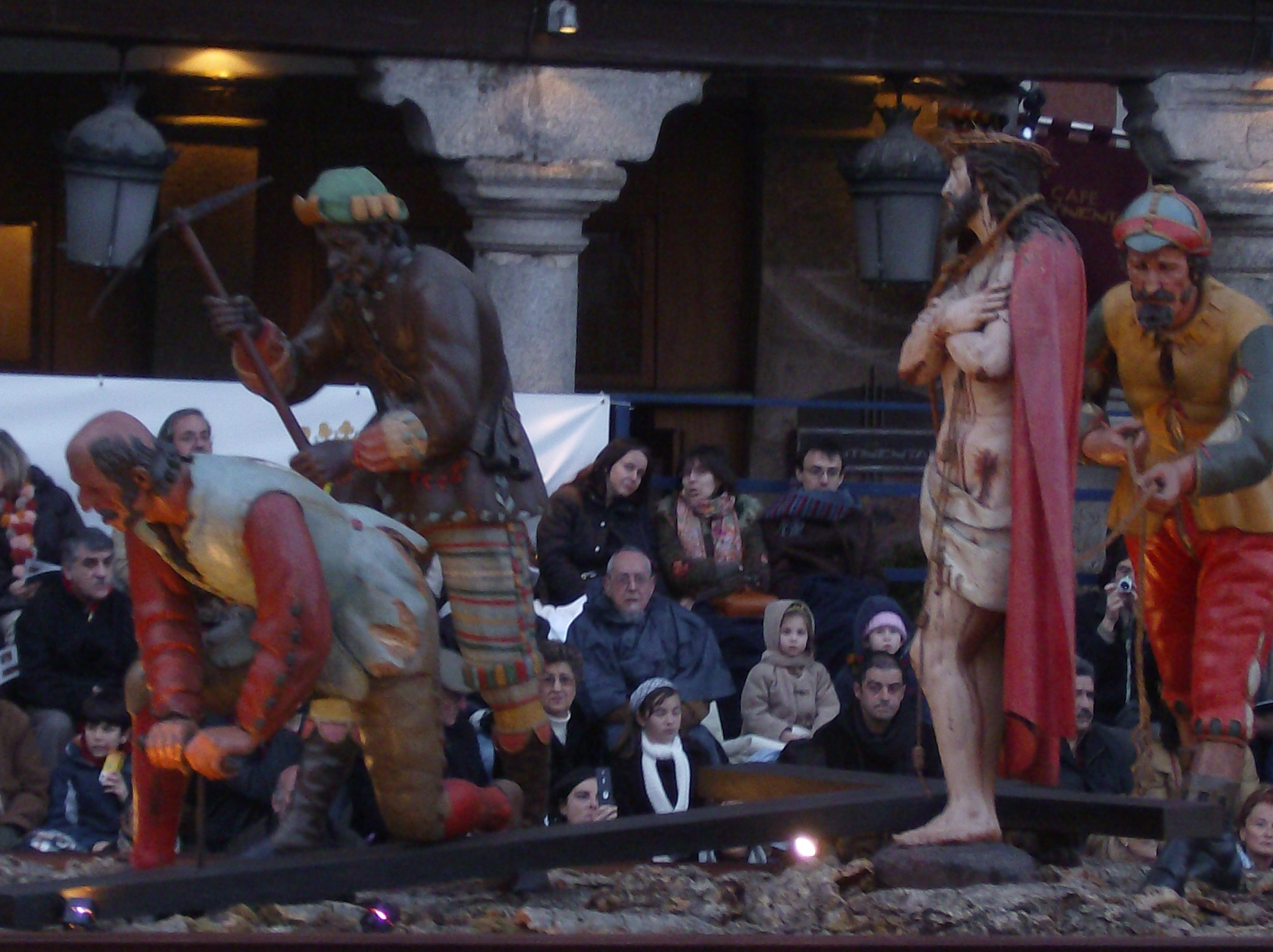
Scène, préparatifs pour la crucifixion. Semaine Sainte de Valladolid.
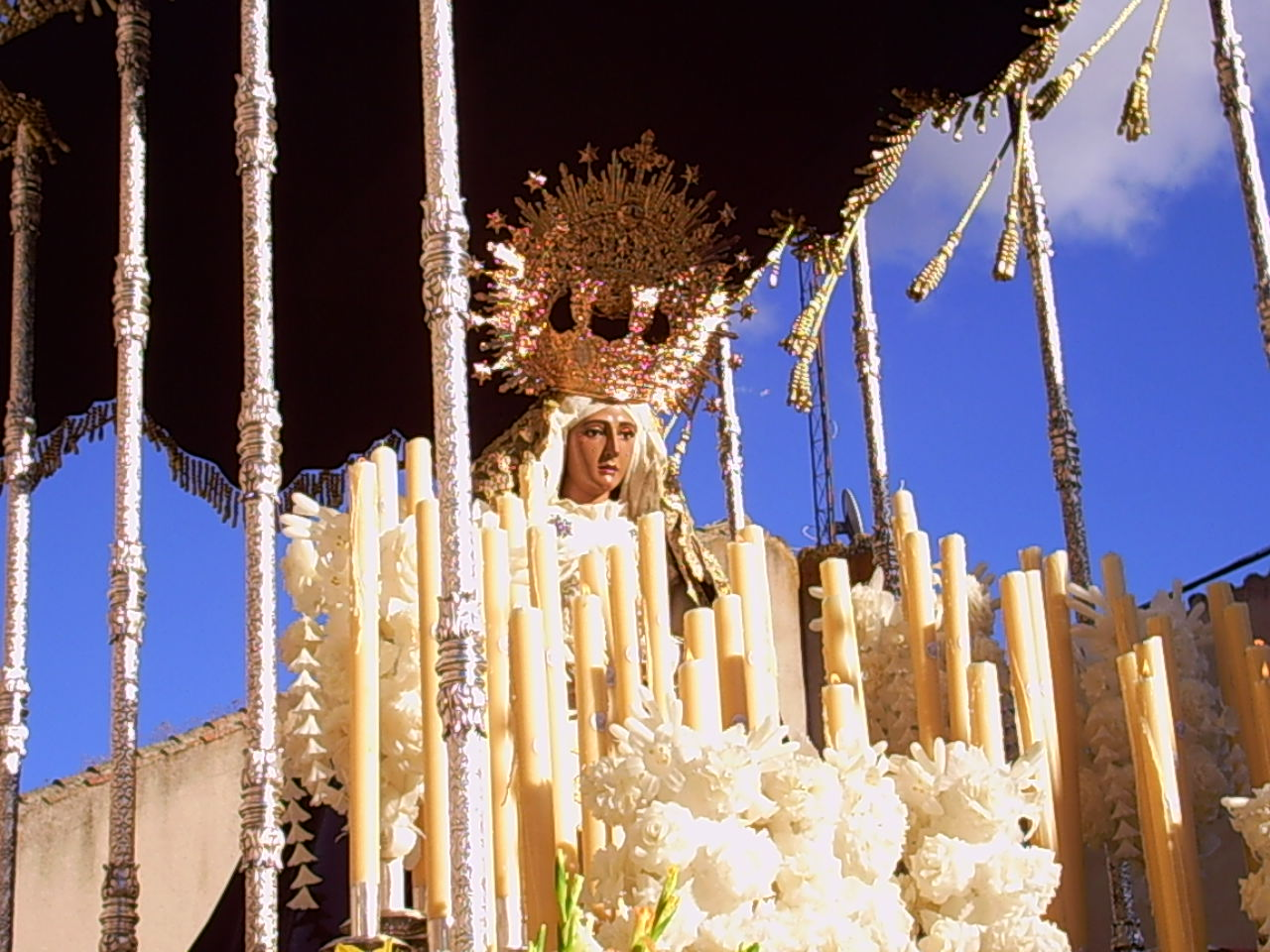
Paso avec une statue unique. Semaine Sainte d'Ávila.

- Par leur technique de sculpture, on distingue :
  - Statues, modelées ou sculptées complètement.
  - Statues habillées.

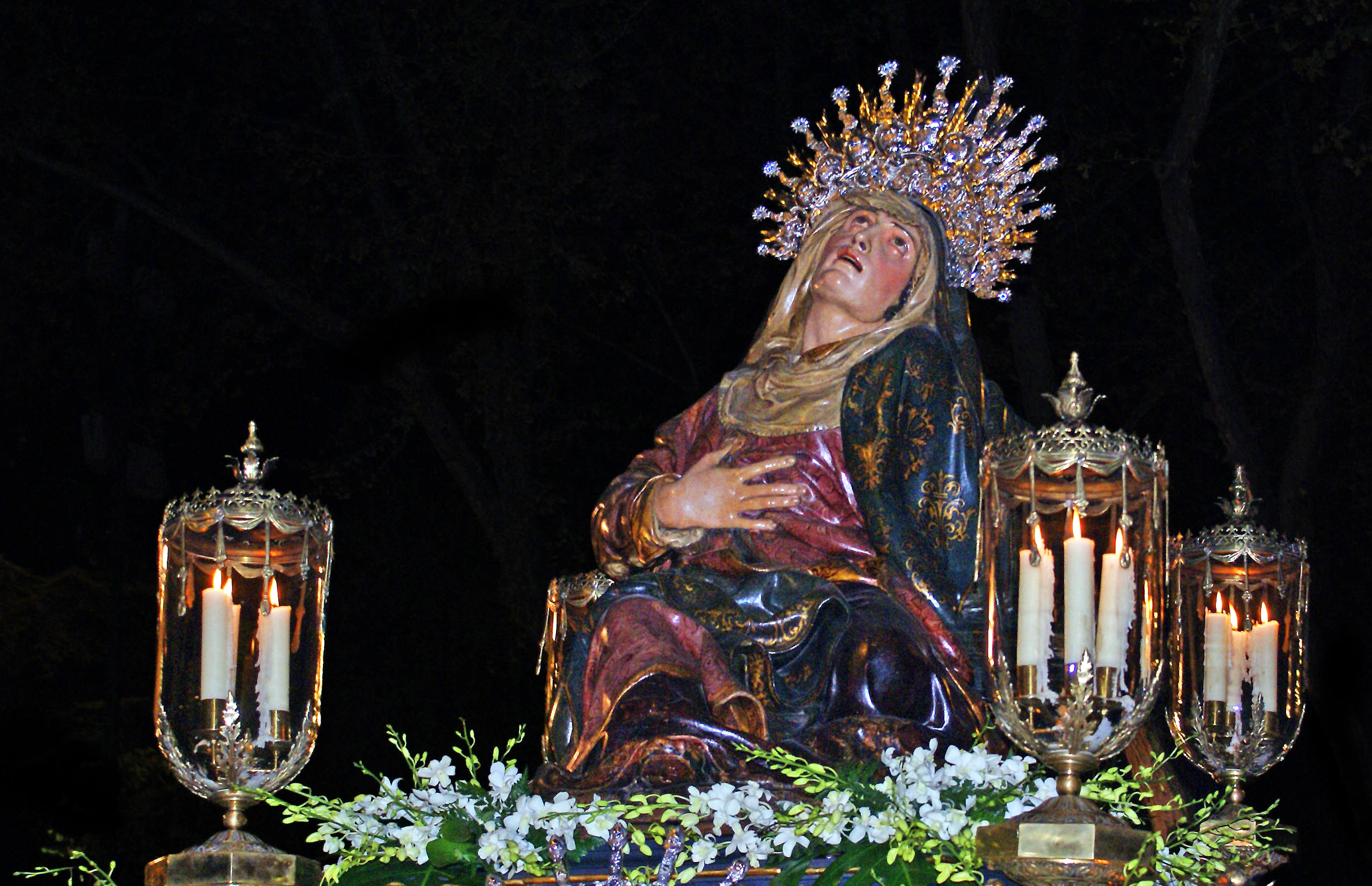
Statue sculptée complètement, Vierge des Angoisses. Semaine Sainte de Valladolid.
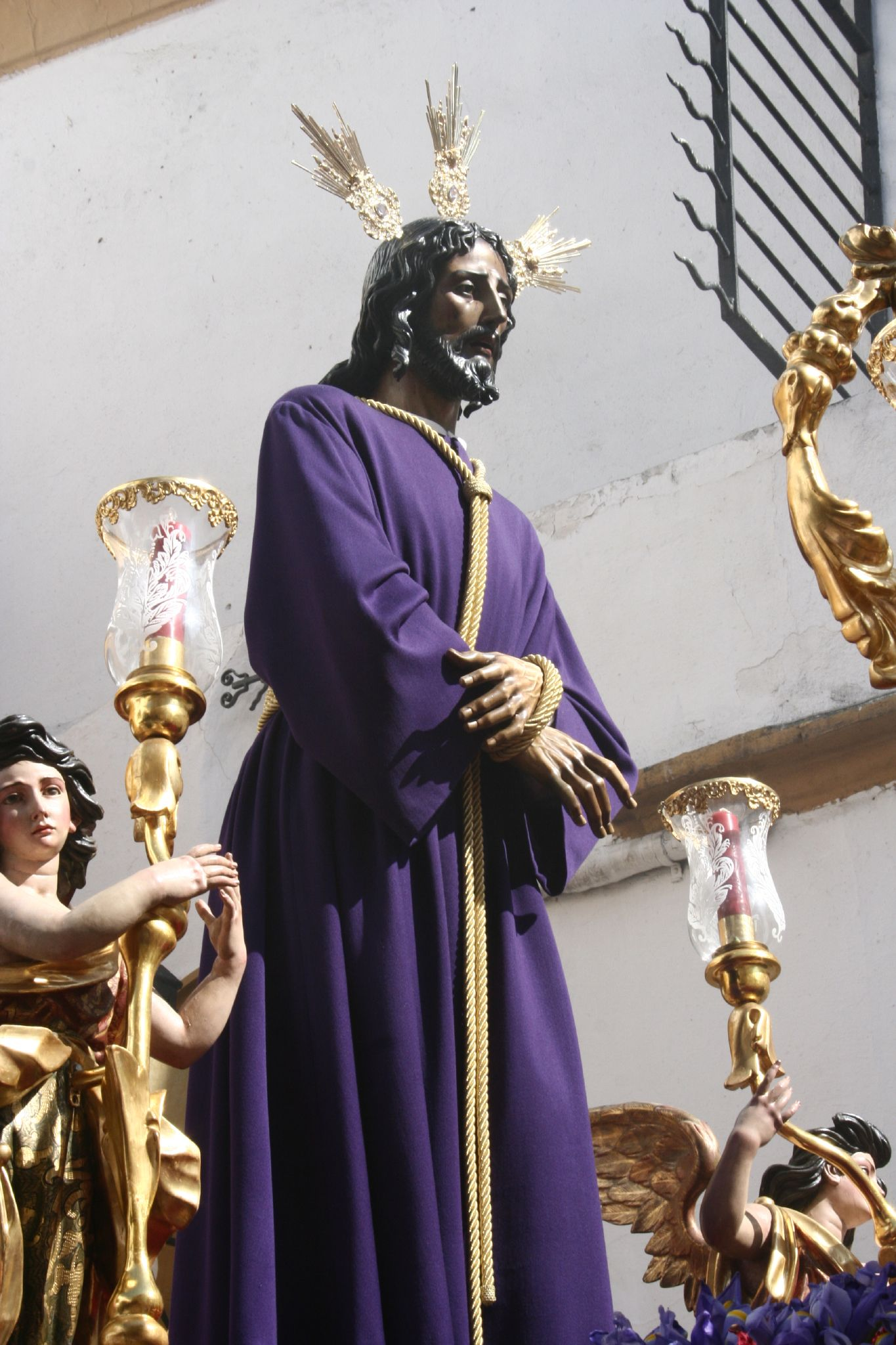
Statue habillée, Nuestro Padre Jesús Captif. Semaine sainte à Séville.

- Par la manière selon laquelle ils sont portés :
  - En char : le char possède des roues et est emmené par les pénitents. Lors de la Semaine Sainte de Valladolid, la majorité des pasos circule sur des chars à cause de leur poids, mais récemment (2010) et depuis quelques années, on est revenu à la tradition de les porter sur les épaules.
  - Sur des brancards (portés) :
    - en barrotes : il y a quatre barres en bois allant d'arrière en avant, qui soutiennent la structure du brancard et le dais. Le paso peut être porté par un nombre déterminé ou indéterminé de personnes.
    - A parihuela : les barres sont placées longitudinalement; les pénitents portent le paso sur les épaules. Les porteurs peuvent être à l'intérieur, à l'extérieur ou suivant un système mixte. C'est le système employé lors de la Semaine sainte à Málaga ou en la Semaine Sainte de Castille et León. Les porteurs peuvent avoir des béquilles pour reposer le paso, comme dans la Semaine Sainte à Cáceres.
    - A costal : les barres sont placées transversalement reposant sur la nuque des porteurs, protégée par des sacs de toile. Les porteurs sont à l'intérieur. C'est ce qui est pratiqué lors de la Semaine sainte à Séville.
    - A almohá : les barres sont à l'intérieur du paso. On place des coussins sur la barre, attachés avec deux cordes aux extrémités de chaque coussin. Pour chaque barre il y a environ cinq coussins et cinq porteurs, mais le nombre de porteurs pour chaque barre peut être réduit. Le paso du Palio (celui de la Vierge) possède sept barres, et celui du Mystère, huit, mais cela dépend de la dimension du paso. C'est le procédé habituel lors de la Semaine Sainte de San Fernando (Cadix).

  - Système mixte : une partie du parcours peut être fait sur des roues et une partie avec des porteurs. On installe ou on désinstalle les roues durant la procession. Ce système est employé durant la Semaine Sainte à Viveiro, où on est obligé d'employer cette méthode, à cause de l'étroitesse de certaines de ses rues, ou de la taille des portes des villes.

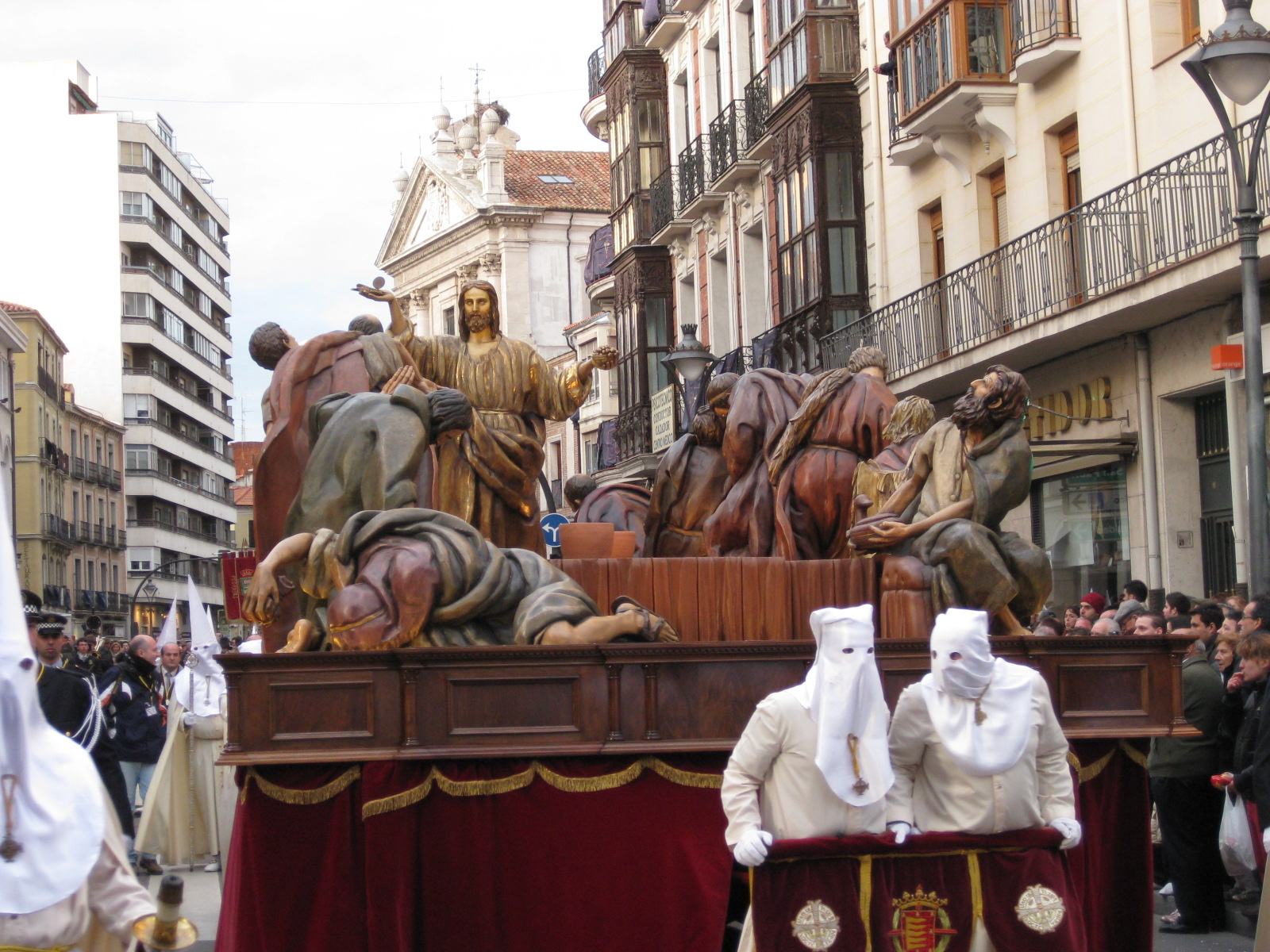
Paso en char, La Sagrada Cena. Semaine sainte à Valladolid.
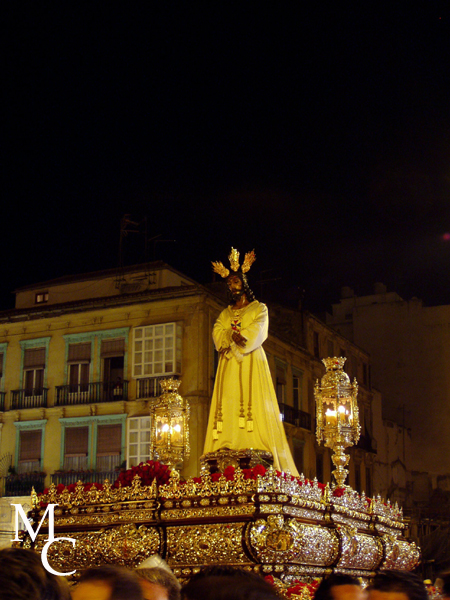
Paso a parihuela. Semaine sainte à Málaga.
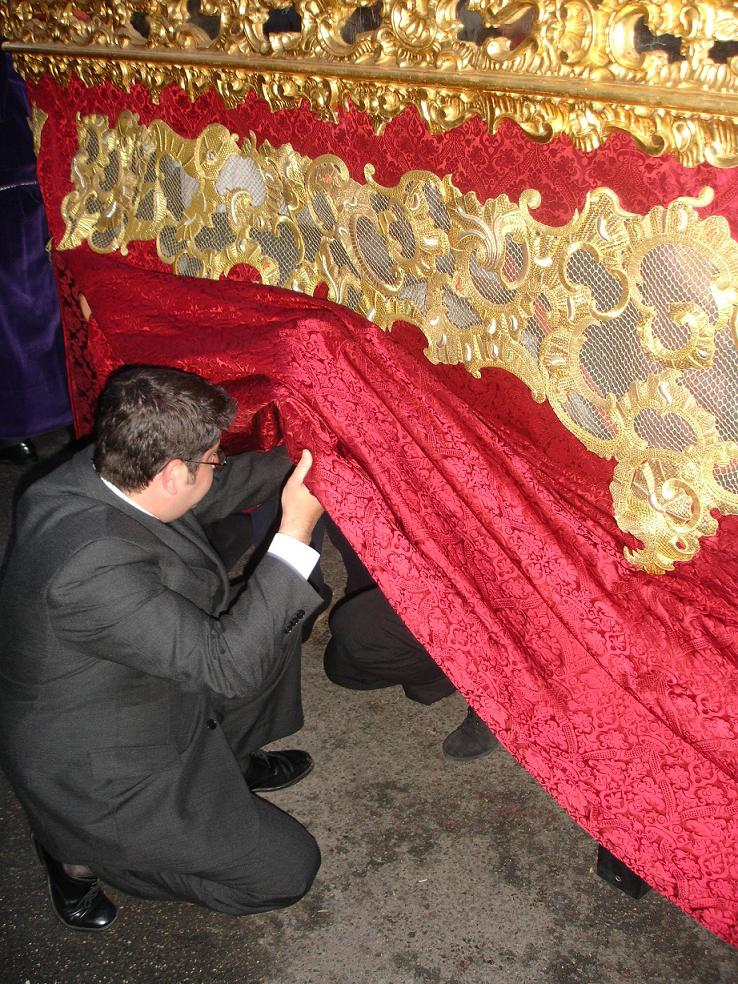
Paso a costal, avec son capataz donnant les ordres. Semaine sainte à Séville.

## Éléments
- Statue unique ou groupes. Lors des Semaines Saintes andalouses, il est plus usuel de présenter des statues séparées, alors que la Semaine Sainte castillane est plus propice à la présentation de scènes complètes.
- Andas ou trono. Le mot andas est réservé pour les pasos porté sur les épaules ou a costal. Les pasos propres à l'Andalousie sont des structures portées a costal, ainsi appelés à cause de leur taille et de leur hauteur. Le trono, caracteristique de Málaga et de la majorité des villages de la province se distinguent en grande partie pour leur grande taille. On peut citer en particulier les tronos de Jesús de la Cena ou celui du Cristo de la Sangre, comme trônes du Christ, ou ceux de la Virgen del Gran Perdón, de Paloma O Esperanza en los de Virgen.